# Сен-Мелуар-дез-Онд
Сен-Мелуар-дез-Онд (фр. Saint-Méloir-des-Ondes — коммуна на северо-западе Франции, находится в регионе Бретань, департамент Иль и Вилен, округ Сен-Мало, кантон Сен-Мало-1. Расположена в 11 км к востоку от Сен-Мало. В 3 км от центра коммуны находится железнодорожная станция Ла-Гуэньер – Канкаль – Сен-Мелуар-дез-Онд линии Ренн – Сен-Мало.
Население (2018) — 4 211 человек. 

## Достопримечательности
- Особняки (Malouinière) Демен и Валь Эрнуль XVIII века
- Шато де Волеро XVIII века с парком
- Церковь Святого Мелуара середины XIX века
- Несколько особняков (malouinière) в характерном для регионе стиле, построенные судовладельцами и корсарами из Сен-Мало

## Экономика
Структура занятости населения:
- сельское хозяйство — 20,1 %
- промышленность — 16,0 %
- строительство — 10,9 %
- торговля, транспорт и сфера услуг — 36,4 %
- государственные и муниципальные службы — 16,6 %

Уровень безработицы (2018) — 8,0 % (Франция в целом —  13,4 %, департамент Иль и Вилен — 10,4 %). 

Среднегодовой доход на 1 человека, евро (2018) — 21 790 (Франция в целом — 21 730, департамент Иль и Вилен — 22 230).

## Демография
Динамика численности населения, чел.

## Администрация
Пост мэра Сен-Мелуар-дез-Онда с 2020 года занимает Доминик де ла Портбарре (Dominique de La Portbarré). На муниципальных выборах 2020 года возглавляемый им центристский список был единственным.
| Период | Период | Фамилия                 | Партия           | Примечания            |
| ------ | ------ | ----------------------- | ---------------- | --------------------- |
| 1977   | 1995   | Эрнест Брево            |                  |                       |
| 1995   | 2008   | Пьер Фонтен             | Разные правые    | фермер                |
| 2008   | 2020   | Рене Бернар             | Разные правые    | ремесленник           |
| 2020   |        | Доминик де ла Портбарре | Разные центристы | руководитель компании |

## Галерея

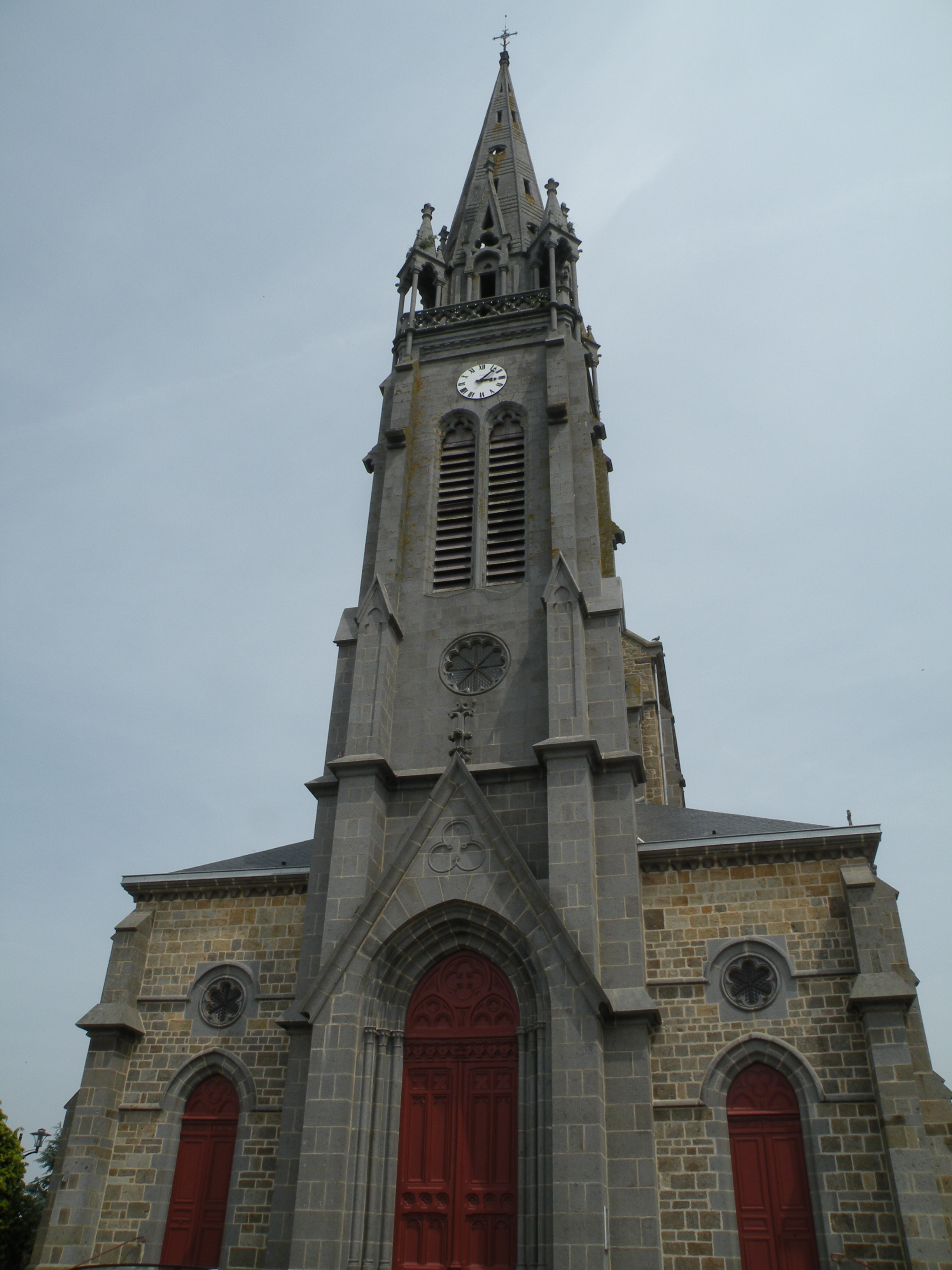
Церковь Святого Мелуара
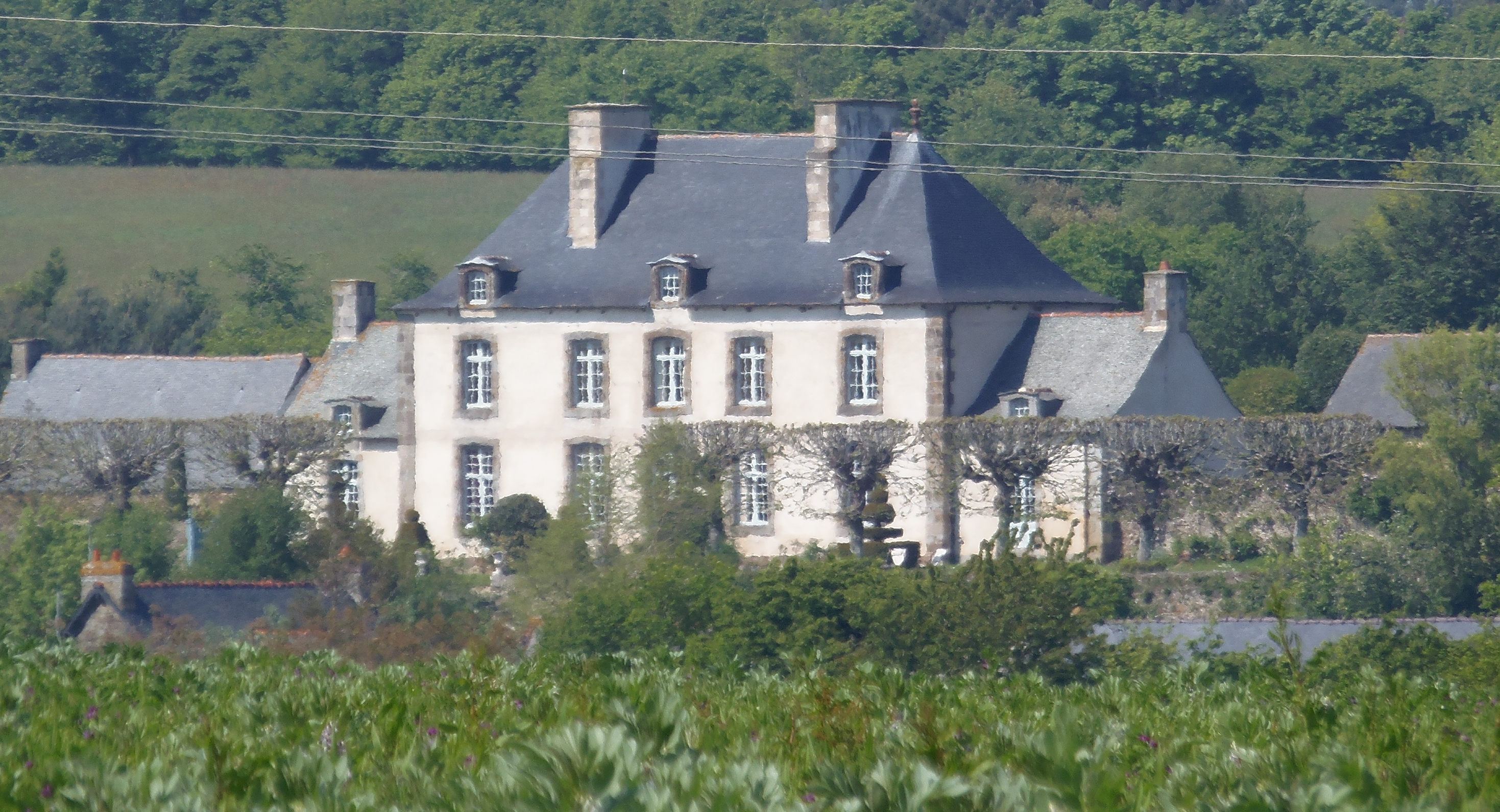
Особняк Валь Эрнуль

1. 1 2  база данных о французских коммунах — Национальный географический институт Франции, 2015.